# Euthystira brachyptera
Euthystira brachyptera је врста инсекта из реда правокрилаца (Ortopthera) и породице Acrididae.

## Опис
Основна боја oве врсте је јарко светлозелена са металним сјајем. Тамна трака пролази иза очију преко бокова пронотума до задње ивице пронотума. Зеленкаста стакласта крила мужјака досежу до око половине задњих ногу и јасно су увучена позади. Крила женке су кратка и не додирују се на леђима. Она су углавном карактеристичне ружичасте до црвенкасте боје, али могу бити и прозирна до зеленкаста. Дужина тела код мужјака износи од 14 до 17 мм, а код женки од 19 до 22 мм. 

## Распрострањеност
Врста је забележена на подручју Албаније, Аустрије, Белорусије, Белгије, Босне и Херцеговине, Бугарске, Хрватске, Чешке, Естоније, Француске, Немачке, Грчке, Мађарске, Италије, Летоније, Лихтенштајна, Литваније,  Луксембурга, Молдавије, Црне Горе, Северне Македоније, Пољске, Румуније, Русије, Србије, Словачке, Словеније, Шпаније, Швајцарске, Турске и Украјине. У Србији је спорадично налажена.  

## Биологија
Адулти се јављају од краја маја до краја септембра. Јаја се најчешће налазе између листова трава. Хране се травама.  

## Статус заштите
Према IUCN врста је сврстана у категорију LC - таксон за који постоји мали ризик од изумирања. 

## Синоними
- Chrysochraon brachypterus (Ocskay, 1826)